# Мелтон (район)
Мелтон (англ. Melton) — неметрополитенский район (англ. Non-metropolitan district) со статусом боро в графстве Лестершир (Англия). Административный центр — город Мелтон-Моубрей.

## География
Район расположен в северо-восточной части графства Лестершир, граничит с графствами Нортгемптоншир на северо-западе, Линкольншир — на северо-востоке, Ратленд — на юго-востоке.

## Состав
В состав района входит город Мелтон-Моубрей и 25 общин (англ. Civil parish).